# ألان فرانكلين
ألان فرانكلين (بالإنجليزية: Allan Franklin)‏ هو فيزيائي أمريكي، ولد في 11 أغسطس 1938 في بروكلين في الولايات المتحدة.